# Effirth

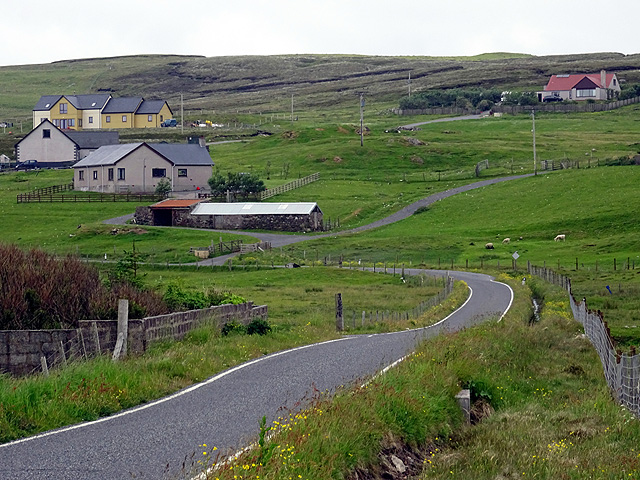
Nördliche Einfahrt nach Effirth

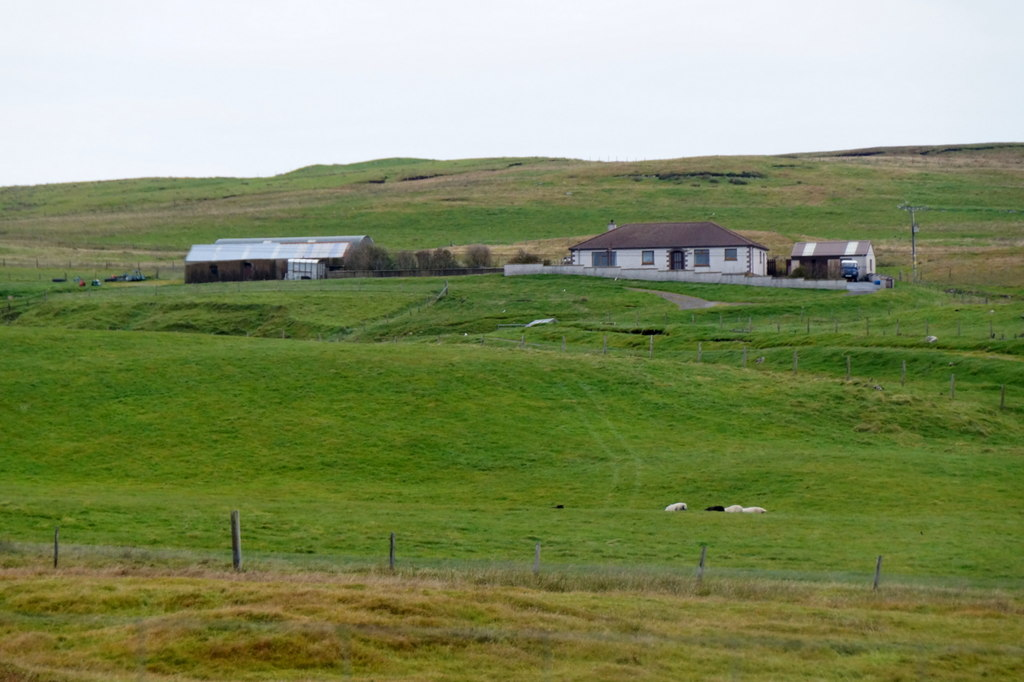
Bauernhof in Effirth

Effirth ist eine Ortschaft, die im Südwesten der zu Schottland zählenden Shetlands liegt.

## Geographie
Das kleine Effirth liegt im Westen von Mainland am südwestlichen Ufer der Effirth Voe. Die nächstgelegene Ortschaft ist Bixter im Osten.

## Historisches
Im Rahmen der historischen Gliederung Schottlands in Civil Parishes zählt Effirth zu Sandsting.

## Verkehr
Effirth liegt an der A971. Im Ort zweigt von ihr B9071 ab, die nach Culswick führt.